# 후안 발레라이아칼라 갈리아노

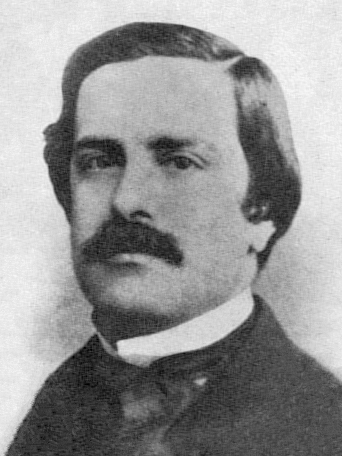
후안 발레라이아칼라 갈리아노

후안 발레라이아칼라 갈리아노(Juan Valera y Alcalá-Galiano, 1824년~1905년)는 에스파냐의 소설가이다. 상류가정에 태어나 외교관으로서 여러 나라에서 활약, 미국 주재 공사로 일했다. 풍부한 교양을 배경으로 한 평론의 저작도 많았지만 소설 집필이 가장 큰 일이었을 것이다. 대표작인 <페피타 히메네스>(1874)는 성직자를 지망하고 있는 청년이 야심적인 아름다운 미망인의 매력에 사로잡히는 서간체(書簡體) 소설이다. <도냐 루스>(1879)는 중년의 성직자에 대한 젊은 여성의 플라토닉한 사랑을 그렸는데 전자의, 즉 육체의 승리에 대해 후자는 정신의 승리를 그려 아주 섬세한 심리탐구에 성공, 격조 높은 문장과 인간 의지에의 깊은 통찰은 새롭고 독자적인 근대소설을 만들어냈다. <관대한 여인 후아니타>(1895)는 만년의 작품이다.